# المخبر (فلم 1935)
المخبر (بالإنجليزية: The Informer) هو فيلم دراما تم إنتاجه في الولايات المتحدة وصدر في سنة 1935. الفيلم من إخراج جون فورد.

## بطولة
- فيكتور مكلاغلن

### ترشيحات وجوائز
| السنة | الحدث | الفئة            | النتيجة  |
| ----- | ----- | ---------------- | -------- |
|       |       | أوسكار أحسن ممثل | فـــــوز |

## الميزانية والإيرادات
بلغت تكلفة إنتاج الفيلم حوالي 243,000 دولار بينما حقق أرباحا تقدر بـ 950,000 دولار.

## معرض صور

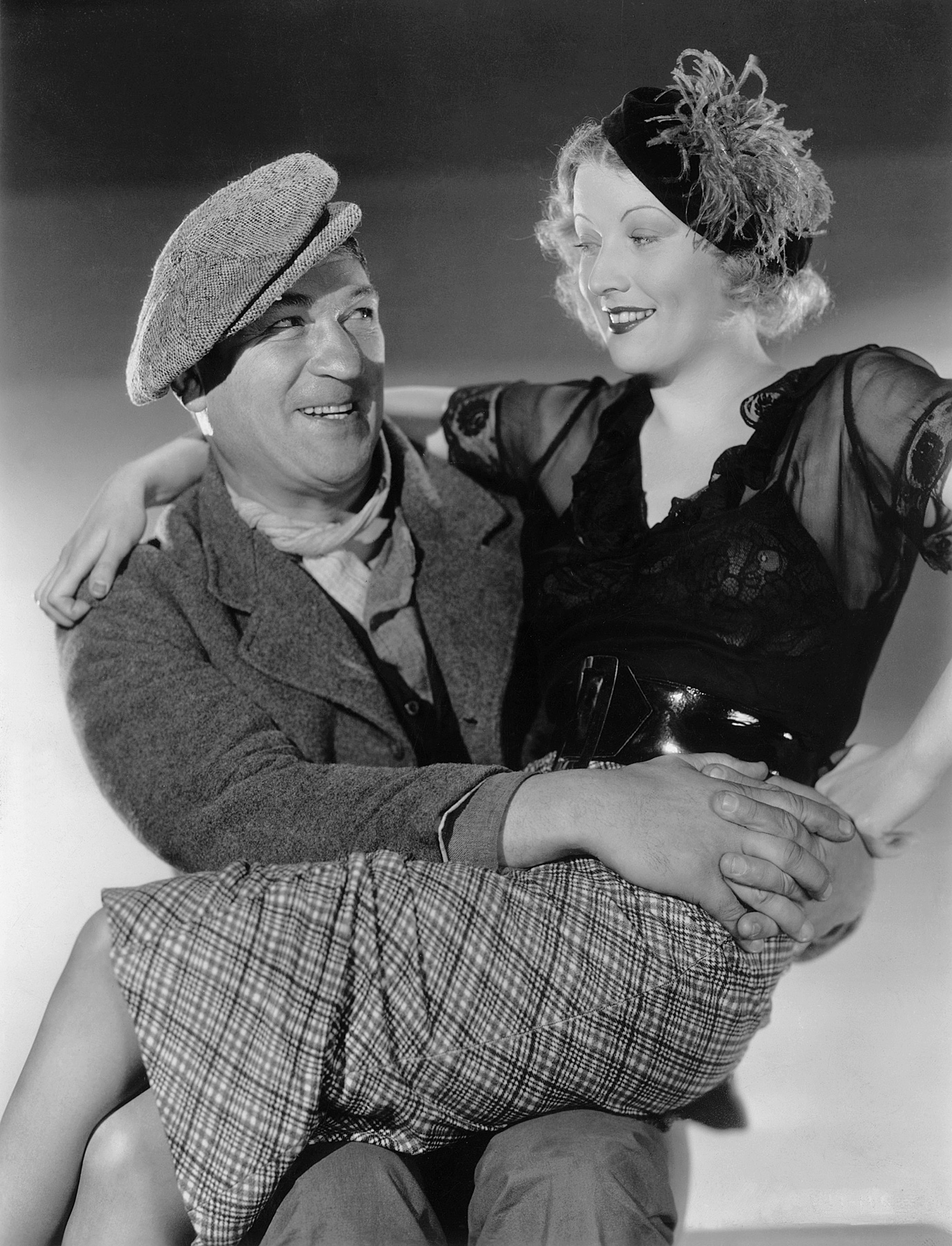
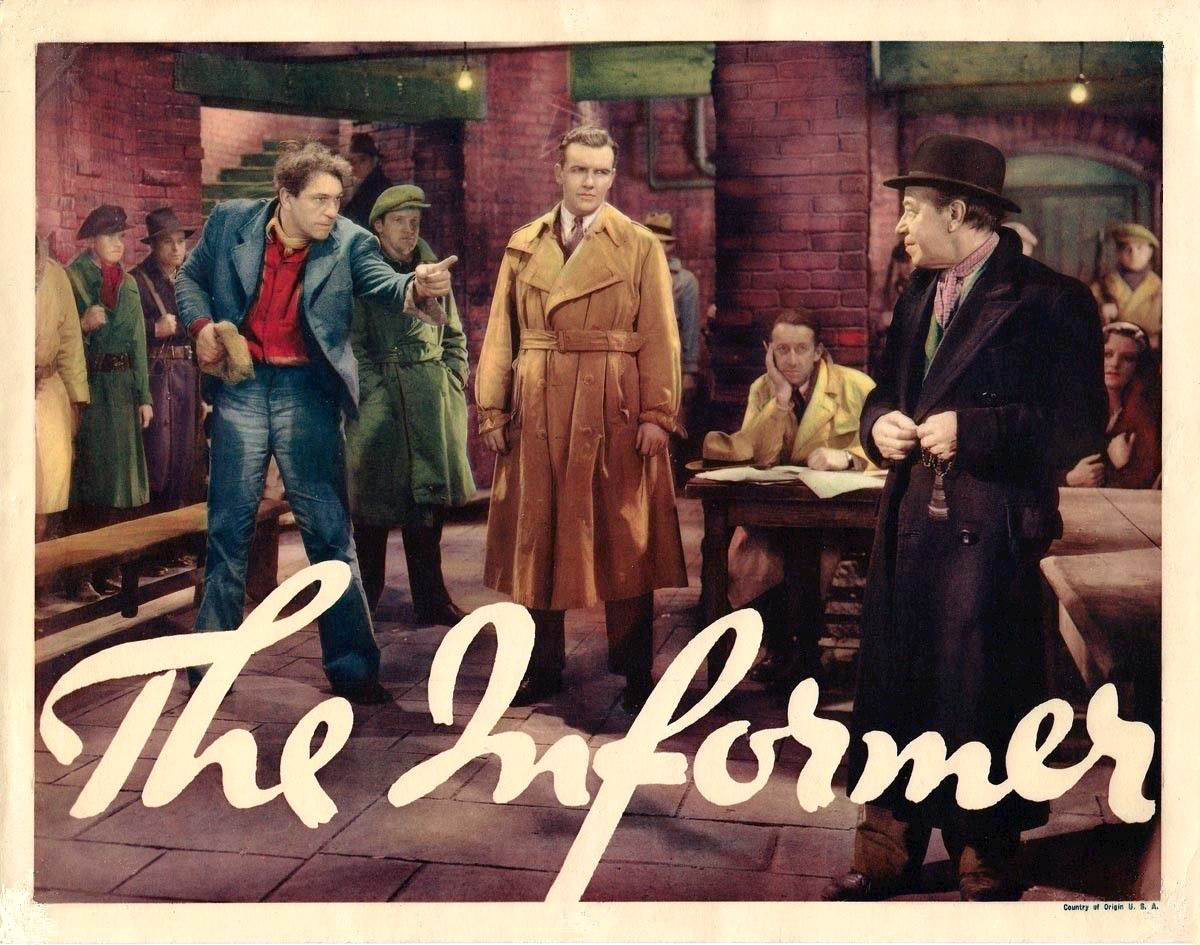
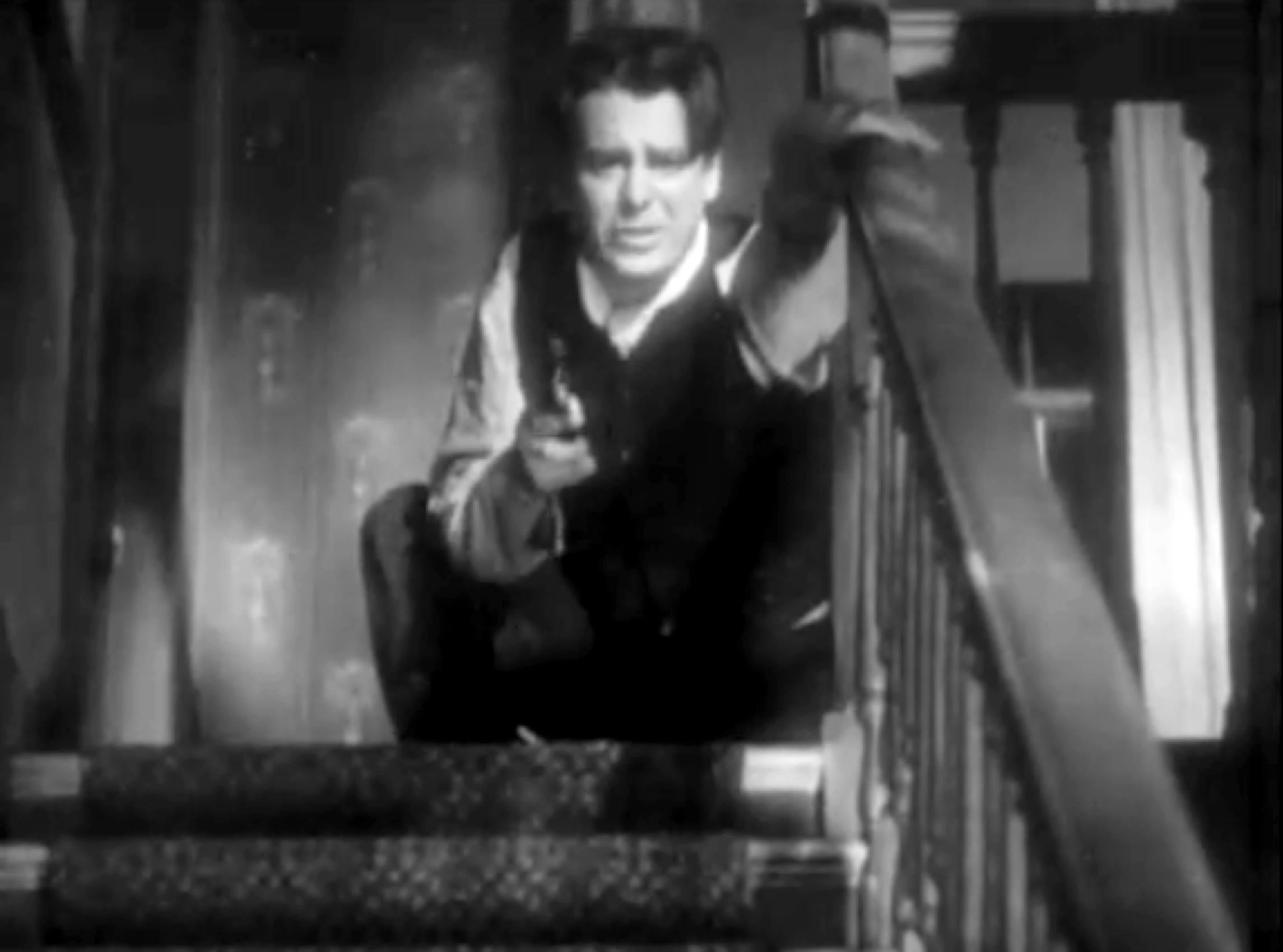

## وصلات خارجية
- مقالات تستعمل روابط فنية بلا صلة مع ويكي بيانات

1. ↑  Anthologie du genre musical BOF - Des Européens de talent نسخة محفوظة 4 نوفمبر 2007 على موقع واي باك مشين.
2. ↑  "AFI's 100 Years of Film Scores Nominees" (PDF). مؤرشف من الأصل (PDF) في 2018-09-28. اطلع عليه بتاريخ 2016-08-06.
3. ↑  "Academy of Motion Picture Arts and Science". Academy. مؤرشف من الأصل في 2012-01-13. اطلع عليه بتاريخ 2008-03-28.